# Otto-Heinrich Drechsler

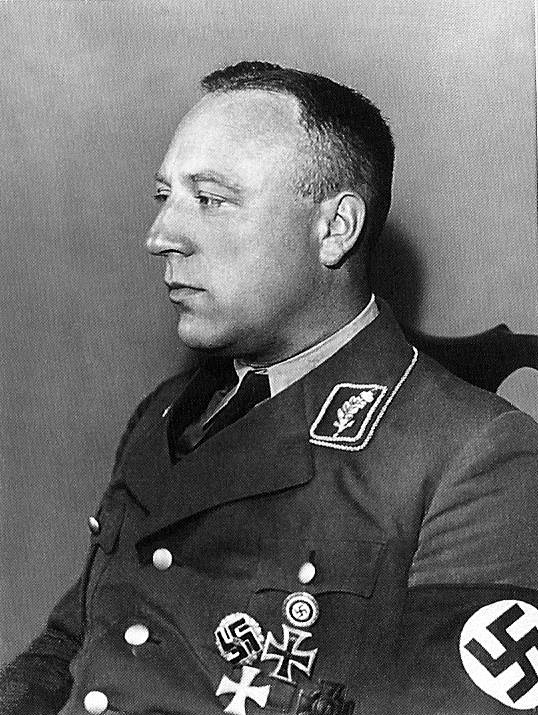
Otto-Heinrich Drechsler, Bürgermeister

Die Offiziere des IR 162 im Februar 1917

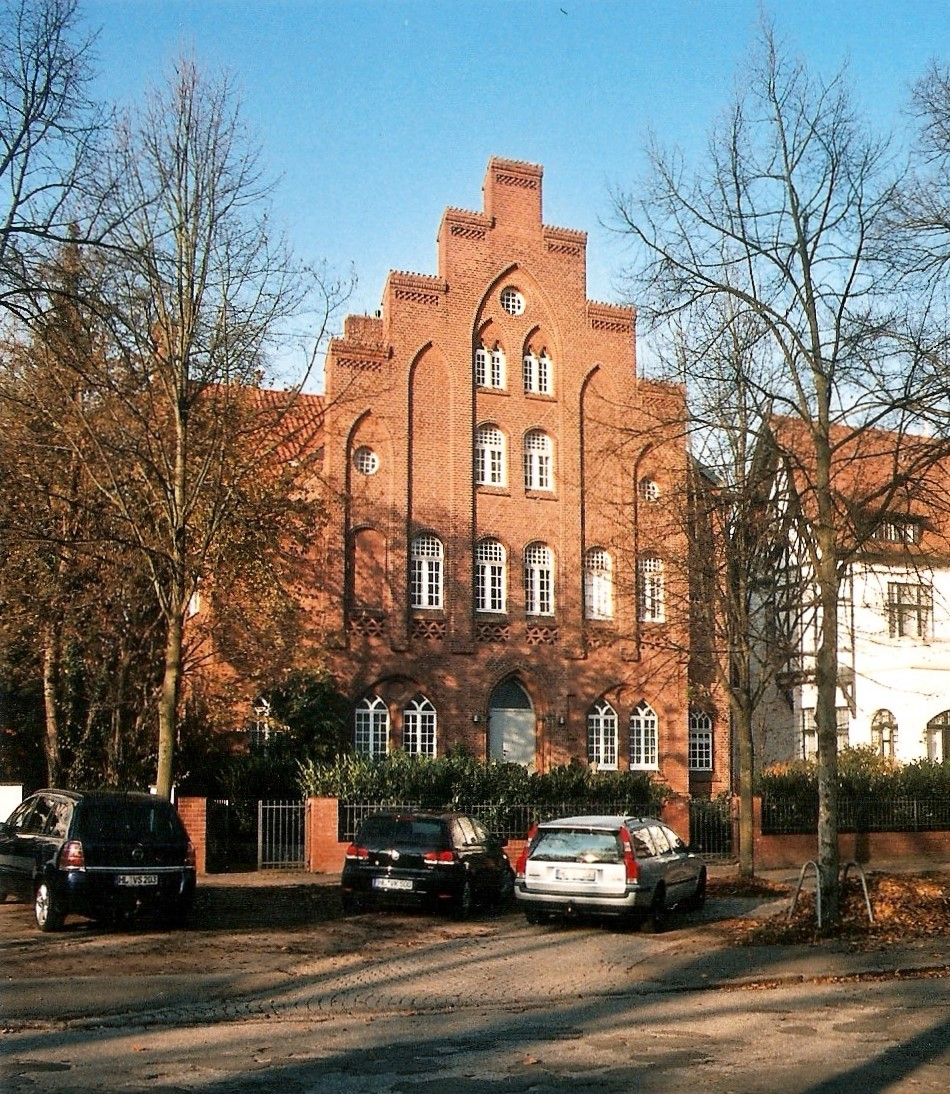
Wohnsitz zu Lübeck mit Auffahrt

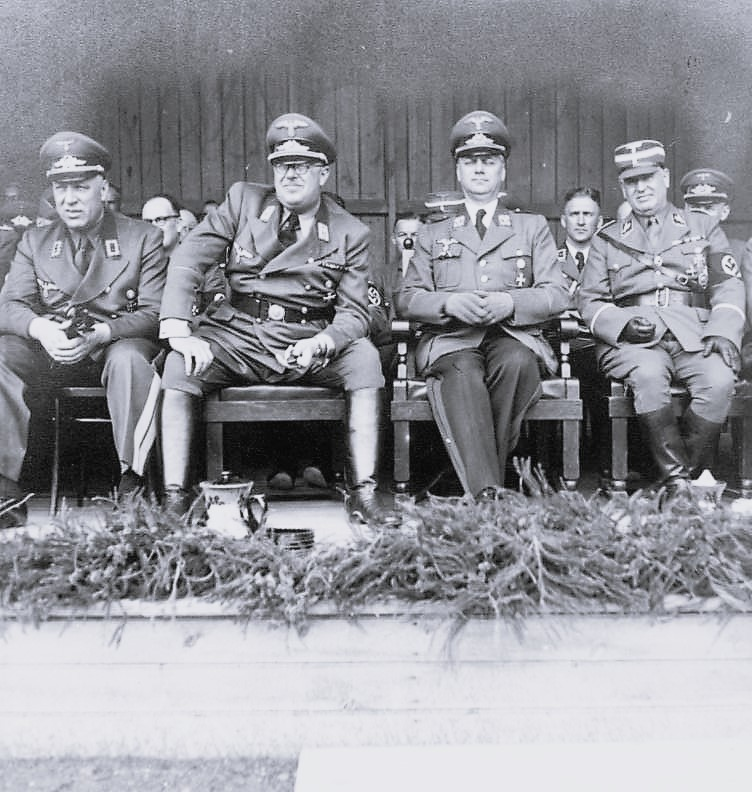
Drechsler (ganz links) sitzt während einer Veranstaltung in Dobeln (Lettland) neben Reichskommissar Hinrich Lohse, 1942. Rechts daneben sitzen Reichsleiter Alfred Rosenberg und Walter von Medem.

Otto-Heinrich Drechsler (* 1. April 1895 in Lübz; † 5. Mai 1945 in Mölln) war ein promovierter deutscher Zahnarzt, Bürgermeister von Lübeck und während des Zweiten Weltkriegs zwischen 1941 und 1944 gleichzeitig Generalkommissar von Lettland im Reichskommissariat Ostland in Riga.

## Biografie
Drechsler war Sohn des späteren Landdrosten. Zunächst wollte er Berufsoffizier werden und trat im Jahr 1914 als Fahnenjunker in das Infanterie-Regiment Lübeck (3. Hanseatisches) Nr. 162 ein.
Im August 1916 wurde er in der Schlacht an der Somme erstmals zum Chef einer aus den Resten des Eutiner Bataillons (III. Batl.) neu erstellten Kompanie ernannt. Am 16. Juni 1917 übernahm er, als beide Führer des Sturmbataillons (7. und 8. Komp.) während des Angriffs ausfielen, die Führung einer der Kompanien. Nachdem er sich bereits mehrfach als temporärer Kompaniechef ausgezeichnet hatte, wurde er im September 1918 in Flandern zum Nachfolger des zu den Fliegern versetzten Chefs der 3. Kompanie ernannt. In der letzten Schlacht des Regiments, der Abwehrschlacht von Le Câteau, wurde am 16. Oktober 1918 der Leutnant so schwer am Bein verwundet, dass es amputiert werden musste.
Die Reichswehr musterte ihn im Jahre 1920 aus.
In der Weimarer Republik begann Drechsler ein Studium der Zahnmedizin und wurde 1922 in Rostock zum Dr. med. dent. promoviert. In der Zeit trat er der Nordischen Gesellschaft, zum 4. Juli 1925 auch der NSDAP bei (Mitgliedsnummer 9.269). Dort stieg er zum Oberstaffelführer der SA-Motorstaffel auf. Ab 1925 war er Leiter der NSDAP-Ortsgruppe von Kröpelin. Im August 1930 trat er in die SA ein und wurde SA-Staffelführer der SA-Motorstaffel sowie 1934 SA-Standartenführer, 1936 SA-Oberführer und 1942 SA-Brigadeführer.
Vom 1. August 1932 bis zum 31. Mai 1933 war er stellvertretender NS-Gauleiter für den Gau Mecklenburg und Lübeck, das am 26. Mai 1933 gemeinsam mit den beiden Mecklenburgischen Freistaaten Friedrich Hildebrandt als Reichsstatthalter unterstellt wurde. Dieser zog am 8. Juni 1933 mit großem Pomp in Lübeck ein und ernannte seinen Kampfgefährten zum Präsidenten des Senats und Regierenden Bürgermeister, Friedrich Völtzer zum Senator für Finanzen und Wirtschaft, Emil Bannemann zum Senator für Arbeit und Wohlfahrt, Walther Schröder zum Innensenator, Ulrich Burgstaller zum Senator für Schule und Theater sowie Hans Böhmcker zum Justizsenator.
Von 1935 bis 1937 war er Gaubeauftragter der NSDAP für Lübeck. Von 1933 bis 1945 amtierte er als Lübecker Bürgermeister, auch nachdem Lübeck 1937 mit dem Groß-Hamburg-Gesetz seine Eigenstaatlichkeit verloren hatte. Seit 1933 war er zudem Mitglied des Aufsichtsrates des Hochofenwerkes Lübeck AG sowie Preußischer Staatsrat. Ab 1. April 1937 wurde er erster Oberbürgermeister des preußischen Stadtkreises Hansestadt Lübeck, gleichzeitig vom 17. Juli 1941 bis 1944 Generalkommissar im Reichskommissariat Ostland in Riga, zuständig für die Konzentrationslager in Lettland.
Drechsler bezog Anfang August 1941 Quartier in Riga; zu einem Zeitpunkt, als das Gebiet von der Militärverwaltung noch nicht an die Zivilverwaltung übergeben worden war. Ein führender Mitarbeiter des für die Zivilverwaltung zuständigen Reichsministerium für die besetzten Ostgebiete (RMfdbO), Otto Bräutigam, notierte in seinem Tagebuch, dass sich deshalb Konflikte mit den militärischen Stellen ergeben hätten. Diese Streitigkeiten mit der Wehrmacht, wie sie sich insbesondere auch bei Drechslers unmittelbarem administrativen Vorgesetzten, Reichskommissar Hinrich Lohse, zeigten, sind niemals gänzlich ausgeräumt worden. Vom September 1941 bis Dezember 1944 war er formal Generalkommissar des Generalbezirkes Lettland auf der Grundlage einer Anordnung des RMfdbO.
Nachdem er von der British Army bei der Besetzung Lübecks verhaftet worden war, beging er am 5. Mai 1945 Selbstmord in Mölln.